# Ryan Howley
Ryan Oliver Howley (* 23. November 2003 in Nuneaton) ist ein walisisch-englischer Fußballspieler, der bei Coventry City unter Vertrag steht.

## Karriere

### Verein
Ryan Howley wurde in Nuneaton, etwa 12 km nördlich von Coventry geboren. Als 6-Jähriger begann er in den Jugendmannschaften von Coventry City zu spielen. Wenige Tage nach seinem 17. Geburtstag erhielt er im November 2020 seinen ersten Profivertrag bei dem Verein. Sein Profidebüt für Coventry gab Howley am 11. August 2021 bei einer 1:2-EFL-Cup-Niederlage gegen Northampton Town als er in der Startelf stand. Im April 2022 gab er sein Debüt in der zweiten Liga gegen Nottingham Forest als er für Gustavo Hamer eingewechselt wurde. Im April 2022 gewann Howley die jährliche Auszeichnung für Spieler unter 18 Jahre, dem Football League Apprentice of the Year für die EFL Championship Saison 2021/22. In der Saison 2022/23 absolvierte Howley vier Zweitligaspiele und ein Spiel im EFL Cup. Am 4. März 2023 stand er gegen Huddersfield Town dabei erstmals in einem Ligaspiel in der Startelf. Im Juni 2023 unterschrieb Howley eine Vertragsverlängerung bis zum Jahr 2025.
Im August 2023 wechselte Howley für eine Saison auf Leihbasis zum schottischen Erstligisten FC Dundee. Sein Debüt gab er in einem Ligaspiel gegen den FC St. Johnstone als Einwechselspieler für Finlay Robertson. Am 16. September 2023 stand er bei einer 0:3-Niederlage bei Celtic Glasgow zum ersten Mal in der Startelf.

### Nationalmannschaft
Ryan Howley gab sein Länderspieldebüt für die walisische U19-Nationalmannschaft im September 2021 in einem Freundschaftsspiel gegen Kroatien. Ein Jahr später wurde Howley in den walisischen U21-Kader berufen und gab sein Debüt Österreich.